# Louis De Geer (konserthus)
Louis De Geer Konsert & Kongress är namnet på ett konserthus i Norrköping.
Det ligger invid Motala ström i det gamla industrilandskapet. Det är inrymt i Holmens Bruks före detta pappersbruk och har sitt namn efter industrimannen Louis De Geer.
Tillverkningen av papper i fabriken upphörde 1986. Själva konsertsalen, De Geerhallen, ligger i de tidigare byggnaden för massaberedning, och foajén ligger i den tidigare pappersmaskinshallen.
Planeringen för ombyggnaden till konserthus påbörjades 1988. Ett ägarkonsortium bildades, bestående av kommunen, Lundbergs, Siab, HSB Riksbyggen och Byggnads AB Henry Ståhl och 1992 togs det första spadtaget. Ansvariga arkitekter var Bo Karlberg och Fritz Olausson från Lund & Valentin arkitekter. Konserthuset invigdes den 13 oktober 1994 som hemmascen för Norrköpings Symfoniorkester. De Geerhallen, den största salen, rymmer 1380 åhörare. Konserthuset ersatte Hörsalen, inrymd i den gamla Sankt Johannes kyrka.

## Bildgalleri

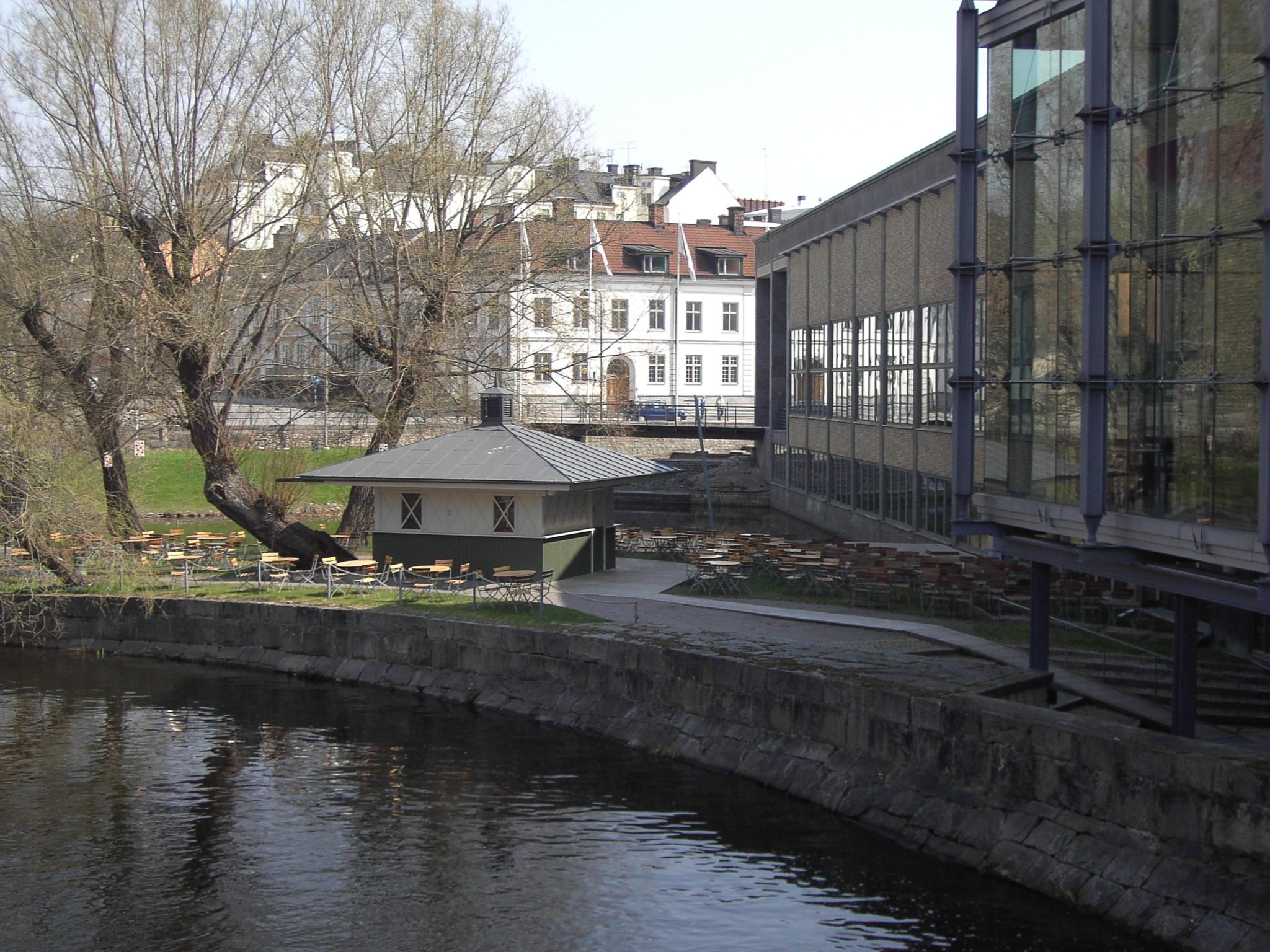
Vy från Motala ström
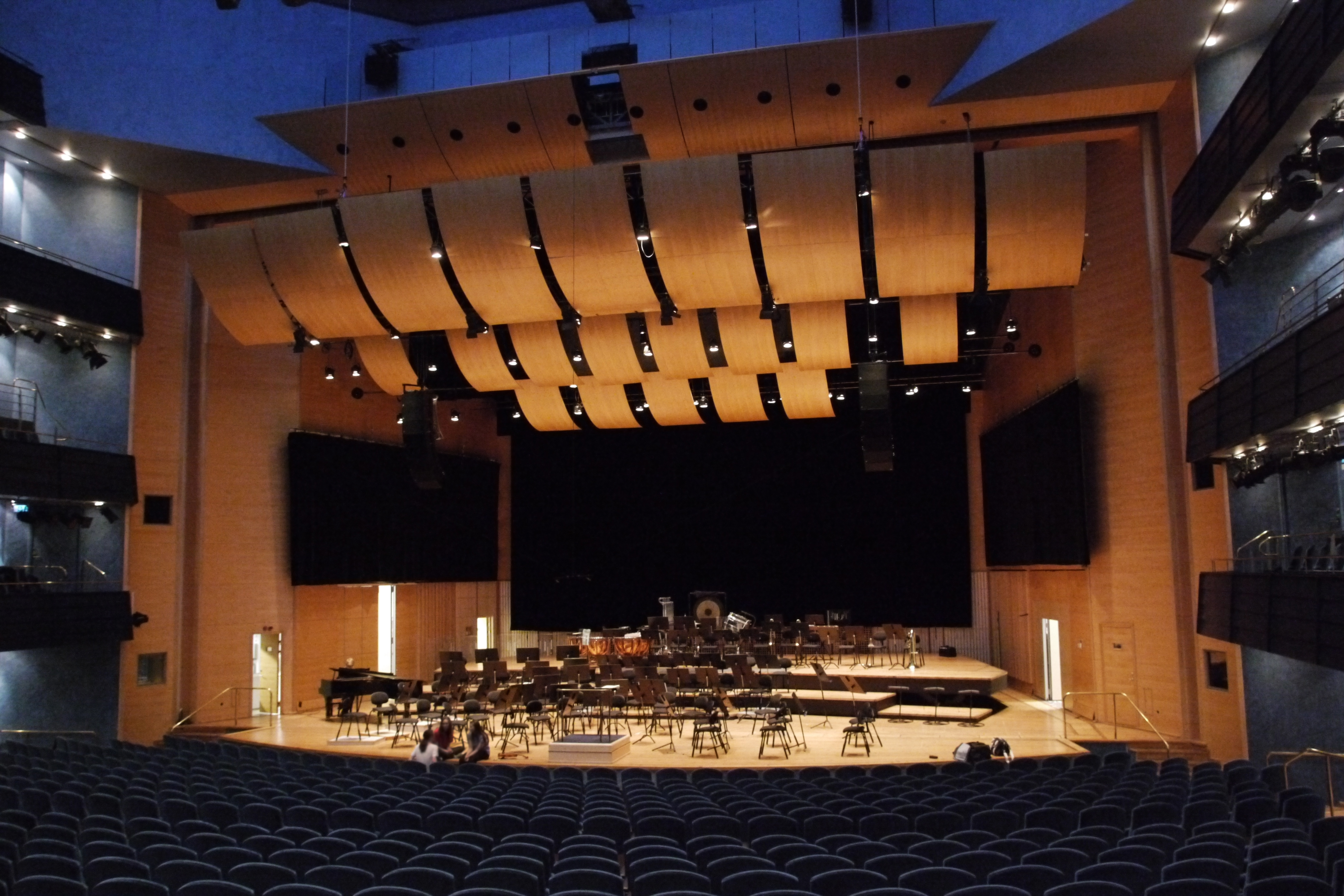
Louis de Geerhallens scen
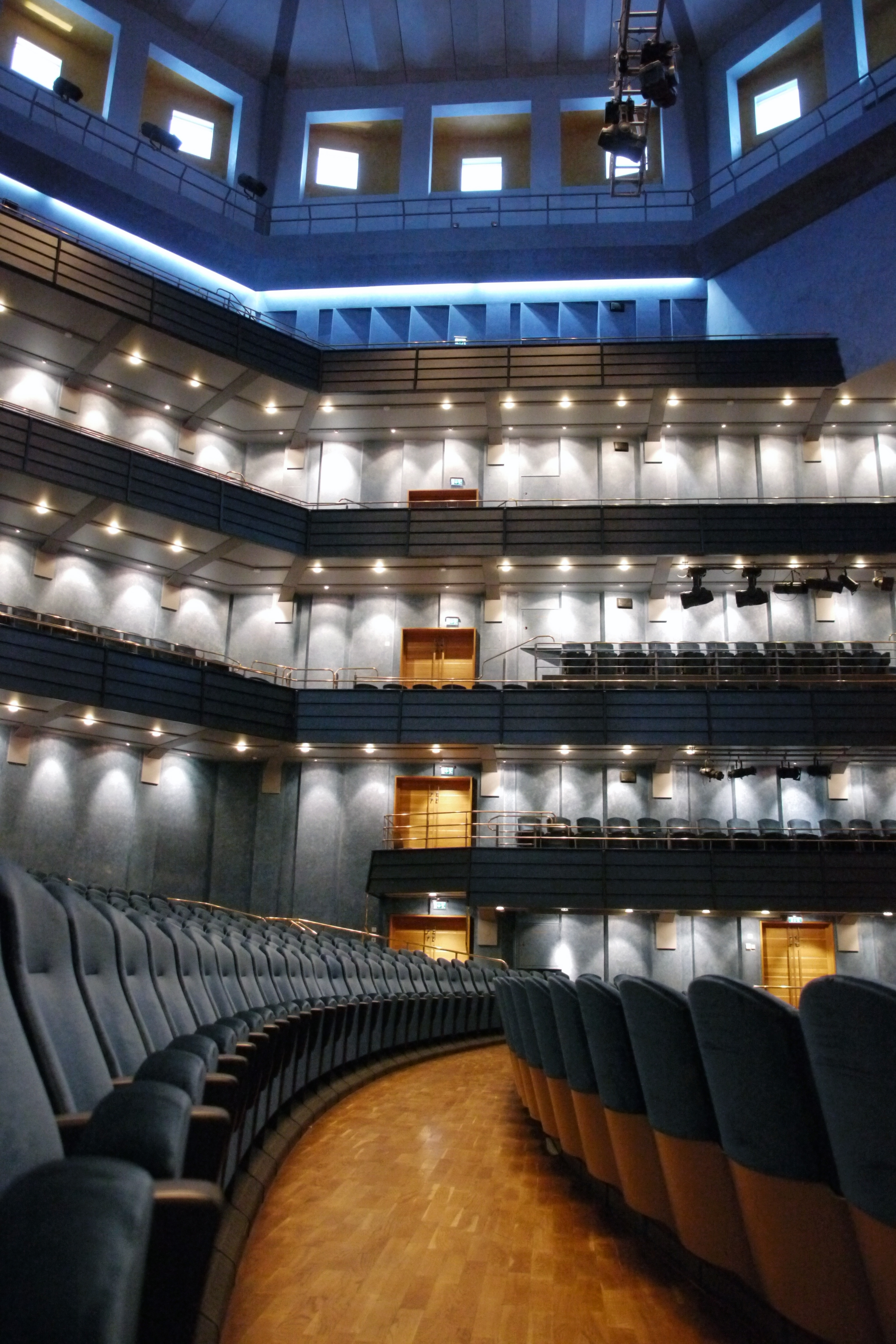
Interiör
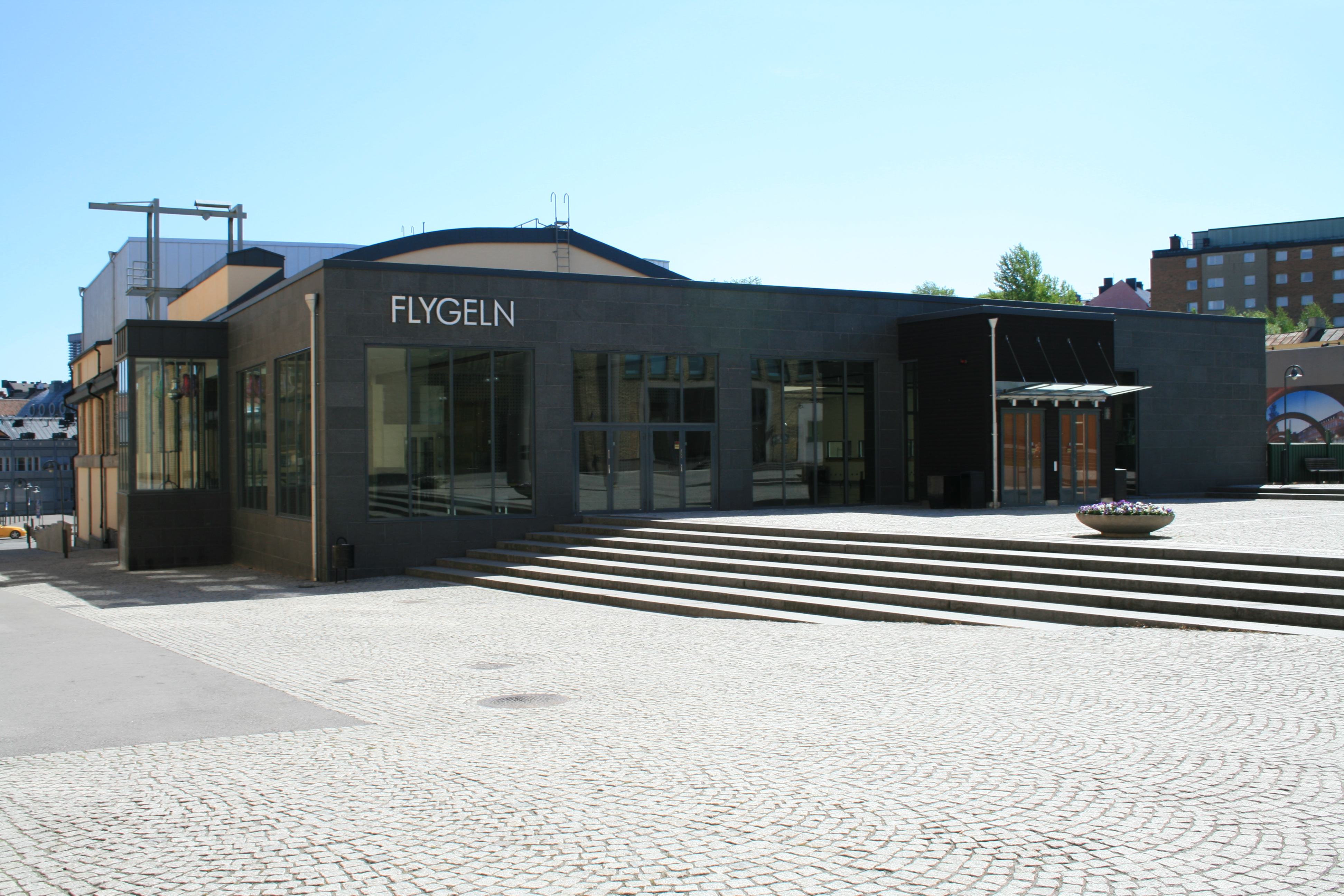
Flygeln